# シム・ウンギョン
シム・ウンギョン（朝: 심 은경、沈 恩敬、1994年5月31日 - ）は、韓国出身の女優、タレント。ソウル特別市生まれ。身長160.5cm、血液型B型。ユマニテ所属。

## 略歴
ソウルオンブク小学校、淸潭中学校卒業。淸潭高等学校入学後、2010年秋にアメリカ留学。2013年6月、ニューヨークのプロフェッショナル・チルドレンズ・スクールを卒業。
2004年、ドラマ『張吉山』で子役デビュー。主人公やヒロインの幼少期役の常連となり、ドラマ『ファン・ジニ』では主人公ファン・ジニの幼少期役を演じ、2006年にKBS演技大賞青少年演技賞を受賞。
その後、韓国芸能誌などで「子役スター」と称されるなど韓国の人気子役となった。
また、日本でもNHKの韓国ドラマシリーズで『春のワルツ』『太王四神記』『ファン・ジニ』と3本立て続けに登場している。
2014年に主演した韓国映画『怪しい彼女』が観客動員数860万人を超えるヒットとなり、第50回百想芸術大賞最優秀主演女優賞をはじめ多数の賞を受賞（#受賞歴参照）。作品も日本を含む計8言語でリメイクされるという世界初の記録を打ち立てた。
その後も、映画『少女は悪魔を待ちわびて』『サイコキネシス -念力-』『ときめき♡プリンセス婚活記』など数々の話題作に主演。
2017年4月、日本の芸能事務所ユマニテとマネジメント契約を締結。
2019年4月から5月にかけて舞台『良い子はみんなご褒美がもらえる』にサーシャ役で出演し、日本の舞台初出演を果たした。6月には、松坂桃李とW主演を務めた映画『新聞記者』が公開され、第43回日本アカデミー賞優秀主演女優賞及び最優秀主演女優賞、第74回毎日映画コンクール女優主演賞、第11回TAMA映画祭最優秀新進女優賞を受賞し、作品も日本アカデミー賞最優秀作品賞を獲得した。
2020年1月、tvNドラマ『マネーゲーム』に出演し、「のだめカンタービレ」以来、6年ぶりに韓国のドラマ復帰、10月にはテレビ朝日系ドラマ『七人の秘書』で日本ドラマに初出演するなど、韓国と日本両方で活躍を続ける。
2023年5月、韓国の事務所PanPare Inc.と専属契約を締結した。

## 人物
趣味は歌、特技はテコンドー。
中学生の頃から岩井俊二や是枝裕和の映画に影響を受け、いつか日本でも仕事をしたいという気持ちを持ち、日本でも活動するようになる。
上述の通り、第43回日本アカデミー賞において、優秀主演女優賞及び最優秀主演女優賞を受賞している。日本アカデミー賞の歴史において、演技部門の優秀賞を外国人が受賞するのは、ペ・ドゥナ以来2人目であるが、最優秀賞受賞は、史上初の快挙である。
韓国で女優としての地位を確立しているが、俳優という職業はキャリアを積むことより経験と素養が大事だという考えを持ち、海外留学や日本への進出も前向きに取り組んでいる。
Apinkのソン・ナウンとは小中学校の同級生で幼馴染である。
女優の松岡茉優とは同世代でお互い“松岡さん”“シムさん”と呼び合う仲である。
X JAPANやLUNA SEAに魅了され、日本でロックバンドをやるのが夢である。

## 出演

### テレビドラマ

#### SBS
- 張吉山 장길산（2004年） - 幼少期のボンスン 役
- 乾パン先生とこんぺいとう／건빵선생과 별사탕（2005年） - 幼少期のキム・ソナ 役
- その夏の台風／그 여름의 태풍（2005年） - 幼少期のカン・スミン 役
- 愛してる、宿敵よ／사랑한다 웬수야（2005年） - キム・ガラム 役
- プラハの恋人（2005年） - 韓国学校の生徒 役
- 日韓共同制作ドラマ赤と黒（2010年） - ムン・ウォニン 役

#### MBC
- 結婚したい女（2004年） - 幼少期のイ・シニョン 役
- あんぱん／단팥빵（2004年） - 幼少期のハン・ガラン 役
- シークレット・カップル／비밀남녀（2005年） - 幼少期のチョン・アミ 役
- 太王四神記（2007年） - 幼少期のスジニ 役

#### KBS
- 海神（2004年） - クッチュ 役
- 641家族／641 가족（2005年） - チン・ダルレ 役
- 春のワルツ（2006年） - 幼少期のソン・イナ 役
- ファン・ジニ（2006年） - 幼少期のファン・ジニ 役
- 太陽の女（2008年） - 幼少期のシン・ドヨン 役
- ギョンスク、ギョンスクの父（2009年） - 主演：チョ・ギョンスク 役
- キム・マンドク〜美しき伝説の商人（2010年） - 少女時代のキム・マンドク 役

#### KBS 2TV
- のだめカンタービレ 〜ネイル カンタービレ（2014年） - 主演：ソン・ネイル 役[32]

#### tvN
- マネーゲーム（2020年） - 主演：イ・ヘジュン 役[33]

#### NHK総合
- 群青領域（2021年10月15日～12月24日 ） - 主演：キム・ジュニ 役[34]
  - YouTube「WEB限定！ビッケブランカ「北斗七星」～ジュ二再生までの物語～ | ダイジェスト映像」
  - YouTube「Indigo AREA「OUTLANDER」WEB限定！劇中歌フルver.」
  - YouTube「主題歌「北斗七星」～ビッケブランカ×シム・ウンギョン奇跡のコラボ～」

#### TBS
- 100万回 言えばよかった（2023年1月13日 - 3月17日、TBS） - ソン・ハヨン 役[35][36]

#### テレビ朝日
- 七人の秘書（2020年10月22日～12月10日） - パク・サラン 役[21]
  - 七人の秘書スペシャル（2022年10月2日）[37]

#### テレビ東京
- アノニマス〜警視庁“指殺人”対策室〜（2021年1月25日～3月15日） - 倉木セナ 役（特別出演）[38]

#### BSテレ東
- アノニマス〜警視庁“指殺人”対策室〜（2021年12月27日～12月30日） - 倉木セナ 役（特別出演）[38]

### 映画
2004年
- 多黙・安重根 - 安重根の娘 役

2007年
- ヘンゼルとグレーテル／헨젤과 그레텔 - ヨンヒ 役

2009年
- 不信地獄／불신지옥 - ソジン 役

2010年
- ダブル捜査線／반가운 살인자 - キム・ハリン 役
- クイズ王／퀴즈왕 - キム・ヨナ 役

2011年
- サニー 永遠の仲間たち - 高校時代のイム・ナミ 役[39]
- ロマンティックヘブン／로맨틱 헤븐 - 少女時代のキム・ブン 役

2012年
- 王になった男 - サウォル 役[40]

2014年
- 怪しい彼女 - 主演：オ・ドゥリ 役[7]

2016年
- 少女は悪魔を待ちわびて（2016年） - 主演：ナム・ヒジュ 役[10]
- 新感染 ファイナル・エクスプレス - 最初の感染者 役[41] ※特別出演
- 今日よりもっと!! 걷기왕 - 主演：イ・マンボク 役[42]

2017年
- ザ・メイヤー 特別市民 - パク・ギョン 役[43]
- 操作された都市 - ヨウル 役[44]

2018年
- サイコキネシス -念力-（2018年） - 主演：シン・ルミ 役[11]
- ときめき♡プリンセス婚活記／궁합 - 主演：ソンファ王女 役[12]

2019年
- 新聞記者（2019年） - 主演：吉岡エリカ 役[45]
- ブルーアワーにぶっ飛ばす - 清浦あさ美 役[46]

2020年
- 架空OL日記 - ソヨン 役

2021年
- 椿の庭 - 渚 役

2022年
- 七人の秘書 THE MOVIE - パク・サラン 役

2025年
- 旅と日々 - 主演：李 役[47]

### バラエティー
- A-Studio+ (2023年2月10日)

### 声優
2015年
- ロボット、SORI (音) - ソリ 役[48]

2016年
- ソウル・ステーション/パンデミック／서울역 - 主演：ヘソン 役[49]

### 舞台
- 良い子はみんなご褒美がもらえる - サーシャ 役[14]
  - 2019年4月20日 - 5月7日：TBS赤坂ACTシアター
  - 2019年5月11日 - 12日：フェスティバルホール
- 消えちゃう病とタイムバンカー The Vanishing Girl & The Time Banker - M 役[50]
  - 2021年4月17日 - 25日：東京芸術劇場プレイハウス
  - 2021年4月30日 - 5月1日：梅田芸術劇場シアター・ドラマシティ

### CM・広告
- CJペクソル「パビラン」（2006年）
- KTF「SHOWソ・テジホン」（2008年）
- KTF「SHOWローミング料金制」（2008年）
- 農心「秀美チップ」（2011年）
- ロッテショッピング「ロッテ ハイマート」（2014年）
- 起亜自動車「ALL NEW モーニング」（2017年）
- Able C&C「MISSHA」（2017年）[51]
- サントリー ウイスキー「知多」（2021年）※Web動画

### 映画OST
- ありがたい殺人者「Fly High」（2010年） ※キム・ドンウクとのデュエット
- 怪しい彼女「ロスに行けば」「白い蝶」「もう一度」「雨水」（2014年） ※「雨水」はチェ・ウンオクによる同名曲（1976年発売）のカバー[52]
- 歩く女王「エンディングソング」（2016年）[53]

### 広報
- 第11回ソウル国際青少年映画祭広報大使（2009年）
- 第18回富川国際ファンタスティック映画祭広報大使（2014年）[54]

## 受賞歴

### 2006年
- KBS演技大賞 - 青少年演技賞（『ファン・ジニ』）

### 2008年
- KBS演技大賞 - 青少年演技賞（『太陽の女』）

### 2011年
- 第48回大鐘賞 - 助演女優賞（『ロマンティックヘブン』）

### 2014年
- 第50回百想芸術大賞：映画部門 女性最優秀演技賞（『怪しい彼女』）
- 第23回釜日映画賞：主演女優賞（『怪しい彼女』）
- 第19回椿事映画賞：主演女優賞（『怪しい彼女』）
- 第14回ディレクターズ・カット・アワード：今年の女性演技者賞
- 第1回韓国映画祭作家協会賞：主演女優賞（『怪しい彼女』）
- 第18回富川国際ファンタスティック映画祭：ファンタジア・アワード
- 第10回提川国際音楽映画祭：音楽映画 女性俳優賞（『怪しい彼女』）
- 第19回春史大賞映画祭 - 主演女優賞（『怪しい彼女』）

### 2017年
- tvN Movies Awards - 最も期待される俳優賞

### 2019年
- 第11回TAMA映画祭 - 最優秀新進女優賞（『新聞記者』）[18]

### 2020年
- 第34回高崎映画祭 - 最優秀主演女優賞（『ブルーアワーにぶっ飛ばす』）
- 第74回毎日映画コンクール - 女優主演賞（『新聞記者』）[17]
- 第43回日本アカデミー賞 - 最優秀主演女優賞（『新聞記者』）[16]

## 出演作品関連商品
- 春のワルツ
  - DVD-BOX I（収録時間：540分）（発売日:2007年2月21日）※言語：日本語※販売元：NHKエンタープライズ
  - DVD-BOX II（収録時間：680分）（発売日:2007年4月25日）※言語：日本語※販売元：NHKエンタープライズ

- プラハの恋人
  - DVD BOX I （収録時間：600分）（発売日:2007年5月16日）※言語：朝鮮語、日本語※販売元：エイベックス・ピクチャーズ
  - DVD BOX II（収録時間：600分）（発売日:2007年6月13日）※言語：朝鮮語、日本語※販売元：エイベックス・ピクチャーズ

- 海神-HESHIN-
  - DVDBOX 1（収録時間：1065分）※発売日:2007年10月3日※言語：朝鮮語（日本語字幕付き）※販売元：ジェネオンエンタテインメント
  - DVDBOX 2（収録時間：1146分）※発売日:2007年11月2日※言語：朝鮮語（日本語字幕付き）※販売元：ジェネオンエンタテインメント
  - DVDBOX 3（収録時間：1009分）※発売日:2007年12月5日※言語：朝鮮語（日本語字幕付き）※販売元：ジェネオンエンタテインメント

- ギョンスク、ギョンスクの父
  - ＤＶＤ（収録時間280分）※発売日:2009年11月2日※言語：朝鮮語※販売元：K-PLAZA.com

- 太王四神記
  - DVD BOX I（ノーカット版）（収録時間762分）※発売日:2008年6月4日※言語：朝鮮語（日本語字幕付き）※販売元：エイベックス・ピクチャーズ
  - DVD BOX II（ノーカット版）（収録時間780分）※発売日:2008年5月7日※言語：朝鮮語（日本語字幕付き）※販売元：エイベックス・ピクチャーズ

- シークレット・カップル
  - DVD-BOX 1（収録時間：600分）※発売日:2010年11月3日※言語：朝鮮語（日本語字幕付き）※販売元：アニプレックス
  - DVD-BOX 2（収録時間：600分）※発売日:2010年12月1日※言語：朝鮮語（日本語字幕付き）※販売元：アニプレックス

- キム・マンドク〜美しき伝説の商人
  - DVD-BOXⅠ（収録時間：600分）※発売日:2011年5月18日※言語：朝鮮語※販売元：ポニーキャニオン
  - DVD-BOXⅡ（収録時間：600分）※発売日:2011年6月15日※言語：朝鮮語※販売元：ポニーキャニオン
  - DVD-BOXⅢ（収録時間：600分）※発売日:2011年7月20日※言語：朝鮮語※販売元：ポニーキャニオン

- ダブル捜査線
  - ＤＶＤ（収録時間：107分）※発売日:2012年8月3日※言語：朝鮮語（日本語字幕付き）※販売元：ファインフィルムズ

- ロマンティックヘブン
  - ＤＶＤ（収録時間：117分）※発売日:2012年10月5日※言語：朝鮮語（日本語字幕付き）※販売元：イレブンアーツ

- サニー 永遠の仲間たち
  - ＤＶＤ（収録時間：124分）※発売日:2012年11月2日※言語：日本語, 朝鮮語語（日本語字幕付き）※販売元：TCエンタテインメント
  - Blu-ray（収録時間：124分）※発売日:2012年11月2日※言語：日本語, 朝鮮語（日本語字幕付き）※販売元：TCエンタテインメント
- 怪しい彼女
  - ＤＶＤ（収録時間：125分）※発売日:2015年1月7日※言語：日本語, 朝鮮語（日本語字幕付き）※販売元：ポニーキャニオン
  - Blu-ray（収録時間：125分）※発売日:2015年1月7日※言語：日本語, 朝鮮語（日本語字幕付き）※販売元：ポニーキャニオン

- のだめカンタービレ 〜ネイル カンタービレ
  - DVD-BOX1（収録時間：426分）※発売日:2015年7月1日※言語：日本語, 朝鮮語（日本語字幕付き）※販売元： エスピーオー
  - DVD-BOX2（収録時間：483分）※発売日:2015年7月1日※言語：日本語, 朝鮮語（日本語字幕付き）※販売元：エスピーオー
  - Blu-ray BOX1（収録時間：426分）※発売日:2015年7月1日※言語：日本語,朝鮮語（日本語字幕付き）※販売元：エスピーオー
  - Blu-ray BOX2（収録時間：483分）※発売日:2015年7月1日※言語：日本語,朝鮮語（日本語字幕付き）※販売元：エスピーオー
  - スペシャル・メイキング＞Vol.1 ＤＶＤ（収録時間：188分）※発売日:2015年8月5日※言語：朝鮮語（日本語字幕付き）※販売元：エスピーオー
  - スペシャル・メイキング＞Vol.2 ＤＶＤ（収録時間：184分）※発売日:2015年8月5日※言語：朝鮮語（日本語字幕付き）※販売元：エスピーオー

- ファン・ジニ
  - DVD-BOXI（収録時間：721分）※発売日:2015年11月25日※言語：朝鮮語（日本語字幕付き）※販売元：バップ
  - DVD-BOXII（収録時間：735分）※発売日:2015年11月25日※言語：朝鮮語（日本語字幕付き）※販売元：バップ

- 少女は悪魔を待ちわびて
  - ＤＶＤ（収録時間：108分）※発売日:2017年6月2日※言語：朝鮮語（日本語字幕付き）※販売元：TCエンタテインメント

- 新感染 ファイナル・エクスプレス
  - ＤＶＤ（収録時間：108分）※発売日:2018年1月24日※言語：朝鮮語（日本語字幕付き）※販売元：株式会社ツイン
  - Blu-ray（収録時間：108分）※発売日:2018年1月24日※言語：朝鮮語（日本語字幕付き）※販売元：株式会社ツイン

- ザ・メイヤー 特別市民
  - ＤＶＤ（収録時間：130分）※発売日:2018年7月4日※言語：朝鮮語（日本語字幕付き）※販売元：TCエンタテインメント

- 操作された都市
  - ＤＶＤ（収録時間：127分）※発売日:2018年7月4日※言語：日本語,朝鮮語（日本語字幕付き）※販売元：株式会社ツイン
  - Blu-ray（収録時間：127分）※発売日:2018年7月4日※言語：日本語,朝鮮語（日本語字幕付き）※販売元：株式会社ツイン

- ときめき♡プリンセス婚活記
  - ＤＶＤ（収録時間：110分）※発売日:2019年4月3日※言語：朝鮮語※販売元：株式会社ツイン

- 新聞記者
  - ＤＶＤ（収録時間：138分）※発売日:2020年4月10日※言語：日本語※販売元：KADOKAWA / 角川書店
  - Blu-ray（収録時間：110分）※発売日:2020年4月10日※言語：日本語※販売元：KADOKAWA / 角川書店

- ブルーアワーにぶっ飛ばす
  - ＤＶＤ（収録時間：92分）※発売日:2020年4月10日※言語：日本語※販売元：TCエンタテインメント
  - Blu-ray（収録時間：92分）※発売日::2020年4月10日※言語：日本語※販売元：TCエンタテインメント

- 王になった男
  - DVD-BOX1（収録時間：448分）※発売日:2020年8月21日※言語：日本語,朝鮮語（日本語字幕付き）※販売元：Happinet
  - DVD-BOX2（収録時間：451分）※発売日:2020年9月2日※言語：日本語,朝鮮語（日本語字幕付き）※販売元：Happinet
  - DVD-BOX3（収録時間：376分）※発売日:2020年10月2日※言語：日本語,朝鮮語（日本語字幕付き）※販売元：Happinet

- 映画『架空OL日記』 
  - ＤＶＤ（収録時間：165分）※発売日:2020年9月2日※言語：日本語※販売元：ポニーキャニオン
  - Blu-ray（収録時間：165分）※発売日:2020年9月2日※言語：日本語※販売元：ポニーキャニオン

- アノニマス〜警視庁“指殺人”対策室〜
  - DVD-BOX（収録時間：432分）※発売日:2021年8月4日※言語：日本語※販売元：バップ
  - Blu-ray BOX（収録時間：432分）※発売日:2021年8月4日※言語：日本語※販売元：バップ

- 今日よりもっと!!
  - ＤＶＤ（収録時間：93分）※発売日:2021年4月25日※言語：朝鮮語（日本語字幕付き）※販売元：ライツキューブ

- 椿の庭
  - ＤＶＤ（収録時間：128分）※発売日:2022年7月6日※言語：朝鮮語（日本語字幕付き）※販売元：インターフィルム